# Drapetis xanthopyga
Drapetis xanthopyga är en tvåvingeart som beskrevs av Mario Bezzi 1904. Drapetis xanthopyga ingår i släktet Drapetis och familjen puckeldansflugor. Inga underarter finns listade i Catalogue of Life.